# Samovolea, Ivanîci
Samovolea (în ucraineană Самоволя) este un sat în comuna Pavlivka din raionul Ivanîci, regiunea Volînia, Ucraina.

## Demografie
Componența lingvistică a localității Samovolea
     Ucraineană (99,23%)
     Alte limbi (0,78%)
Conform recensământului din 2001, majoritatea populației localității Samovolea era vorbitoare de ucraineană (99,23%), existând în minoritate și vorbitori de alte limbi.